# 皮埃尔菲克
皮埃尔菲克（法語：Pierrefiques，法語發音：[pjɛʁfik]）是法国滨海塞纳省的一个市镇，属于勒阿弗尔区。

## 地理
皮埃尔菲克（49°40'15"N, 0°13'56"E）面积2.31 平方千米，位于法国诺曼底大区滨海塞纳省，该省份为法国北部沿海省份，其西部及北部濒大西洋英吉利海峡，东起顺时针与索姆省、瓦兹省、厄尔省和卡爾瓦多斯省接壤。
与皮埃尔菲克接壤的市镇（或旧市镇、城区）包括：波尔多-圣克莱尔、圣玛丽欧博斯克、勒蒂约勒。

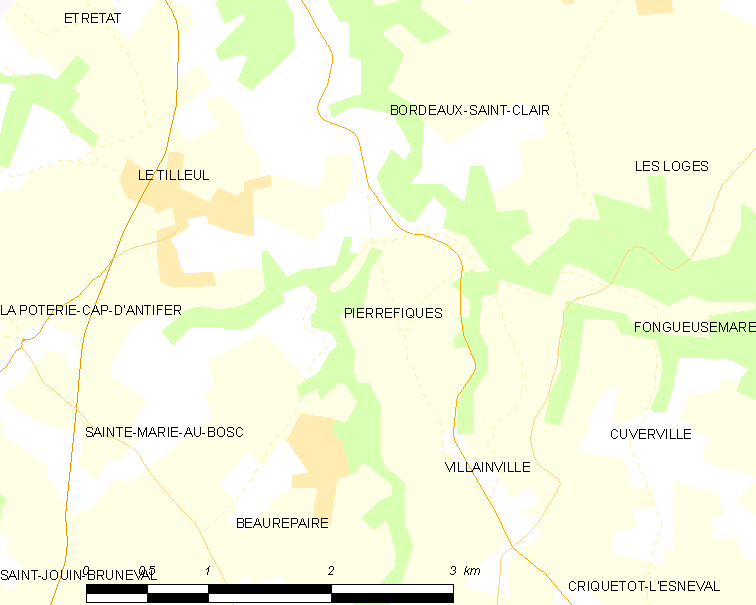
皮埃尔菲克的OSM定位图

皮埃尔菲克的时区为UTC+01:00、UTC+02:00（夏令时）。

## 行政
皮埃尔菲克的邮政编码为76280，INSEE市镇编码为76501。

## 政治
皮埃尔菲克所属的省级选区为滨海奥克特维尔县。

## 人口

1962-2008年间皮埃尔菲克人口变化图示

皮埃尔菲克于2022年1月1日时的人口数量为130人。